# Мятеж в Мухровани
Мятеж в Мухровани — мятеж в грузинском танковом батальоне, базирующемся в Мухровани, в 30 км от столицы Грузии Тбилиси. На усмирение мятежа были направлены танки и БТР.

## Предшествующие события
В ходе войны 2008 года 7 августа грузинская армия начала штурм столицы самопровозглашённой Южной Осетии — Цхинвали. В войне на стороне южноосетинских сил также приняли участие Россия и самопровозглашённая Республика Абхазия. Грузинские войска отступили, потеряв окончательно контроль над грузинскими сёлами Южной Осетии и Кодорским ущельем. В следующем году президент Грузии Михаил Саакашвили начал критиковаться местной оппозицией за развязывание войны.

## Мятеж
5 мая 2009 года после того, как МВД Грузии объявило о раскрытии заговора о подготовке военного переворота, бронетанковый батальон вооружённых сил Грузии, расквартированный в местечке Мухровани, объявил неповиновение властям. Переговоры с командованием бронетанкового батальона продолжались более четырёх часов, после чего личный состав базы в Мухровани сложил оружие. Министр обороны Грузии Давид Сихарулидзе заявил, что заговорщики хотят подорвать учения НАТО в Грузии. Он рассказал телеканалу Рустави 2, что мятеж предполагает попытку военного переворота. После сообщения о мятеже грузинские политики обвинили Россию в организации мятежа. Глава информационно-аналитического департамента МВД Грузии Шота Утиашвили заявил: «По данным министерства, организаторами переворота являются бывшие высокопоставленные чиновники министерства обороны, которые были связаны со спецслужбами России». Представители грузинской оппозиции заявили, что события были инициированы грузинскими властями.
В своем телевизионном обращении Саакашвили заявил, что мятежникам предоставлен срок для добровольной сдачи властям. Также он сказал, что поручил правоохранительным органам действовать надлежащим образом. В телеобращении он также сказал: «одна группа военных, связь которой с определённой агентурой нам известна, пыталась устроить беспорядки в стране. Это попытка поднять руку на суверенитет и конституцию, это прямая угроза безопасности населения страны», а также объявил: «У нас есть информация, что Российская Федерация желает еще больше обострить ситуацию в Грузии. Мы обращаемся к северному соседу с призывом воздержаться от любых провокаций, так как никакие провокации не пройдут». В ответ МИД России заявил: «Россия принципиально не вмешивается во внутренние дела Грузии. Неконтролируемые внутриполитические процессы в грузинском обществе мгновенно интерпретируются тбилисским руководством как происки внешнего врага в лице России».
В январе 2014 года в Грузии была обнародована видеозапись, сделанная во время мятежа, на которой Вано Мерабишвили, занимавший в тот момент пост министра внутренних дел, давая указания группе военных сказал «принесите мне два трупа». В сказанных словах многие комментаторы усмотрели возможный приказ о внесудебной расправе с мятежниками, но сам Мерабишвили позже заявил, что фраза была вырвана из контекста.

## Судебный процесс
По обвинению в организации мятежа были арестованы экс-командующий Национальной гвардии, экс-командующий западным направлением Сухопутных войск Коба Кобаладзе, экс-командующий отрядом специального назначения «Дельта» Гия Гваладзе, командир Мухрованского бронетанкового батальона Мамука Горгиашвили, а также офицеры Коба Отанадзе, Гия Криалашвили и Леван Амиридзе.
11 января 2010 года Тбилисский городской суд вынес приговоры по делу о майском мятеже на военной базе в Мухровани. Организаторы мятежа получили 29, 28 и 19 лет лишения свободы. В частности, офицер Коба Отанадзе приговорен к 29 годам лишения свободы. Другой офицер Леван Амиридзе был приговорен к 28 годам тюрьмы. Полковник танкового батальона Шота Горгиашвили был осужден на 19 лет лишения свободы. Остальные 15 подсудимых были приговорены к лишению свободы сроком от 3 до 15 лет. При этом суд оправдал одного из обвиняемых в организации мятежа с целью свержения власти в Грузии — бывшего командира Национальной гвардии генерал-майора Кобу Кобаладзе.